# タルー・タブレロ

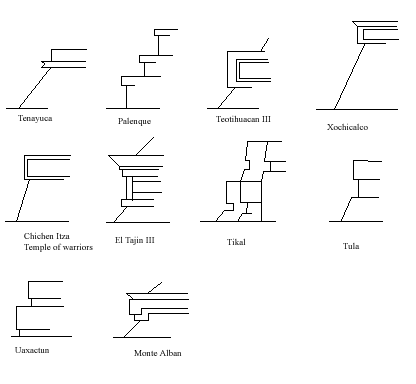
メソアメリカの建造物にみられるタルー・タブレロの種類。

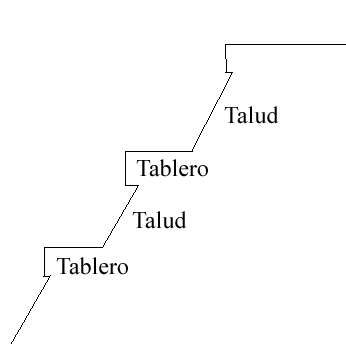
タルー・タブレロの概念図

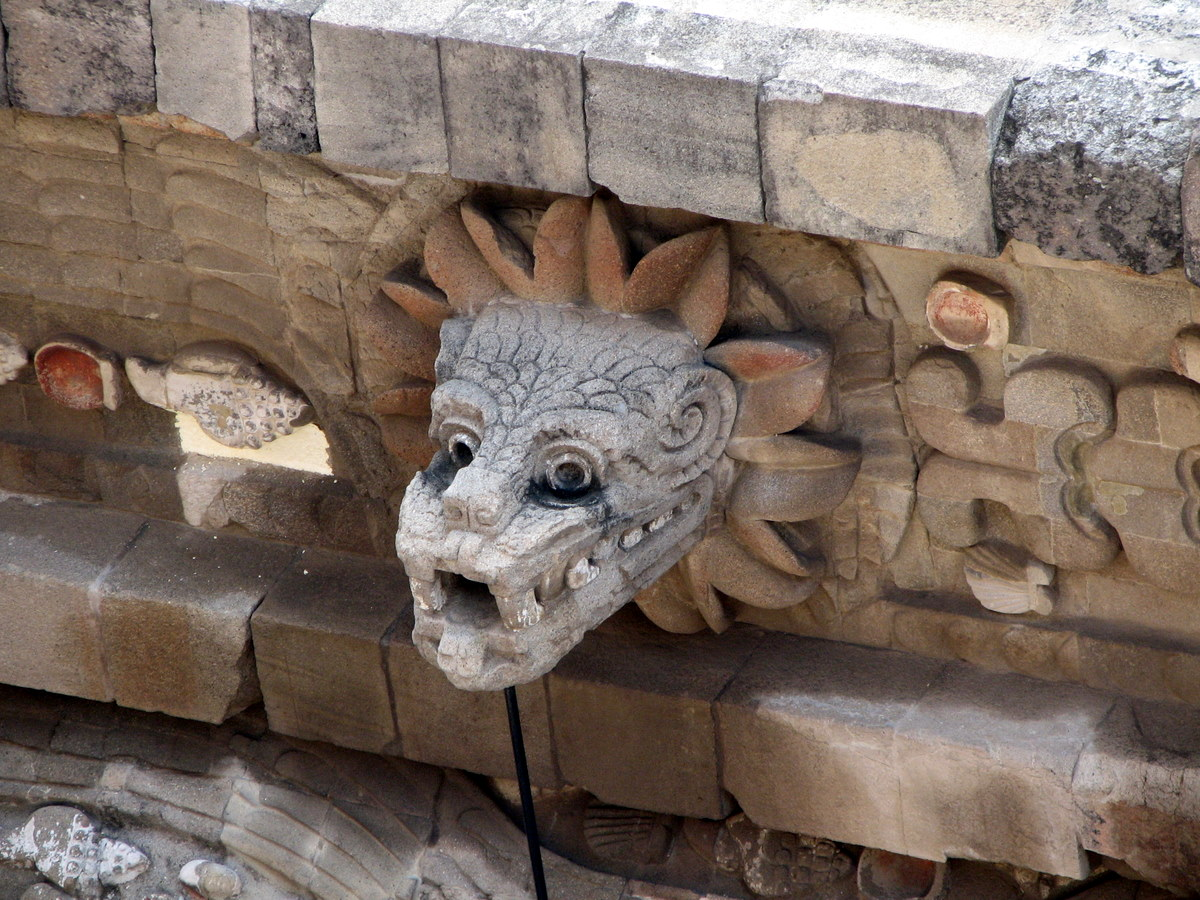
テオティワカン、「ケツァルコアトルの神殿」タブレロ部分の彫刻

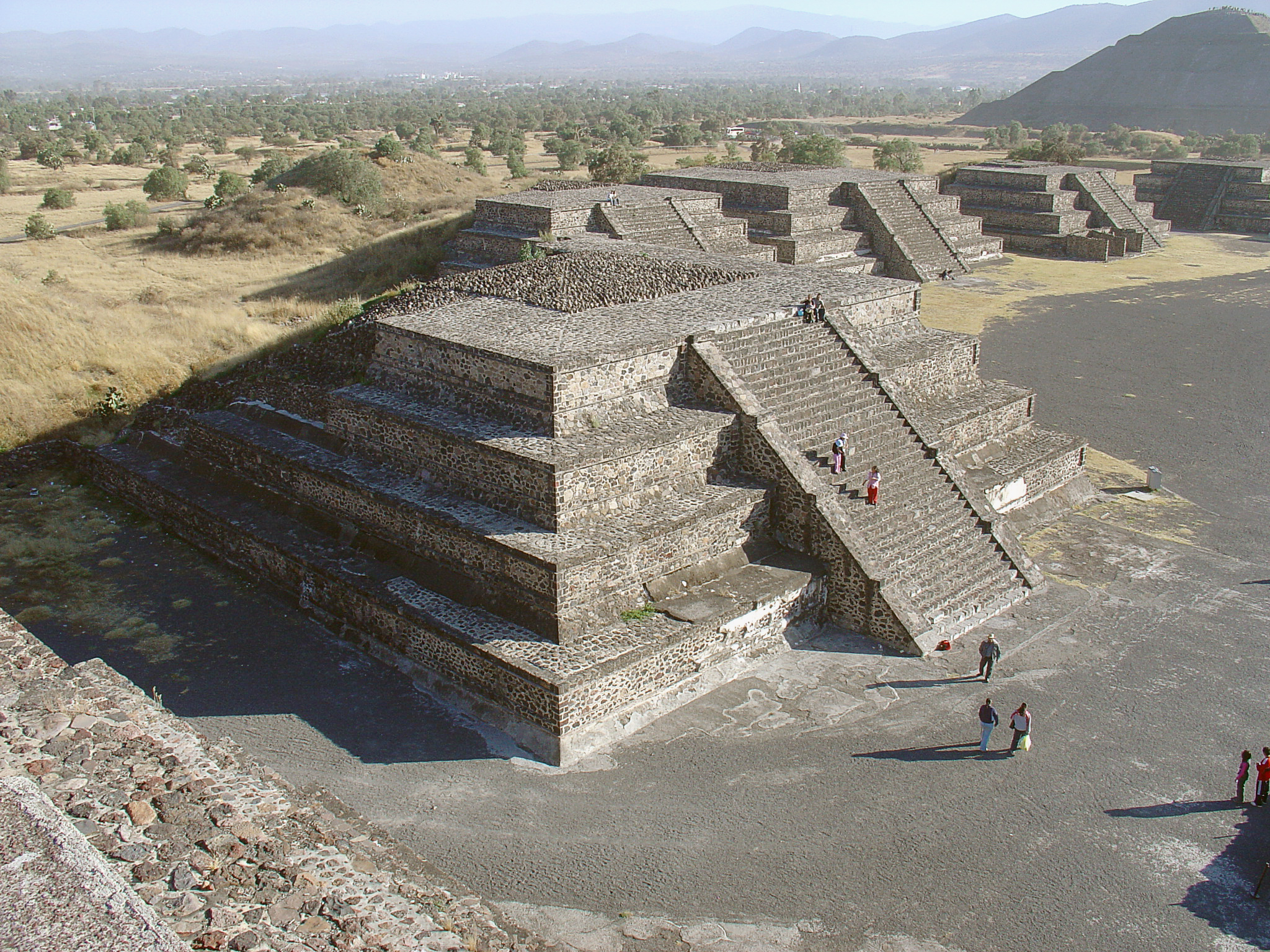
テオティワカン、月のピラミッドから見た小型神殿

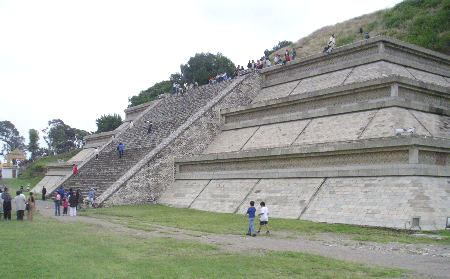
チョルーラの大ピラミッドの基礎部分。上方には植民地時代以降からの教会堂が改築されつつも建てられている。

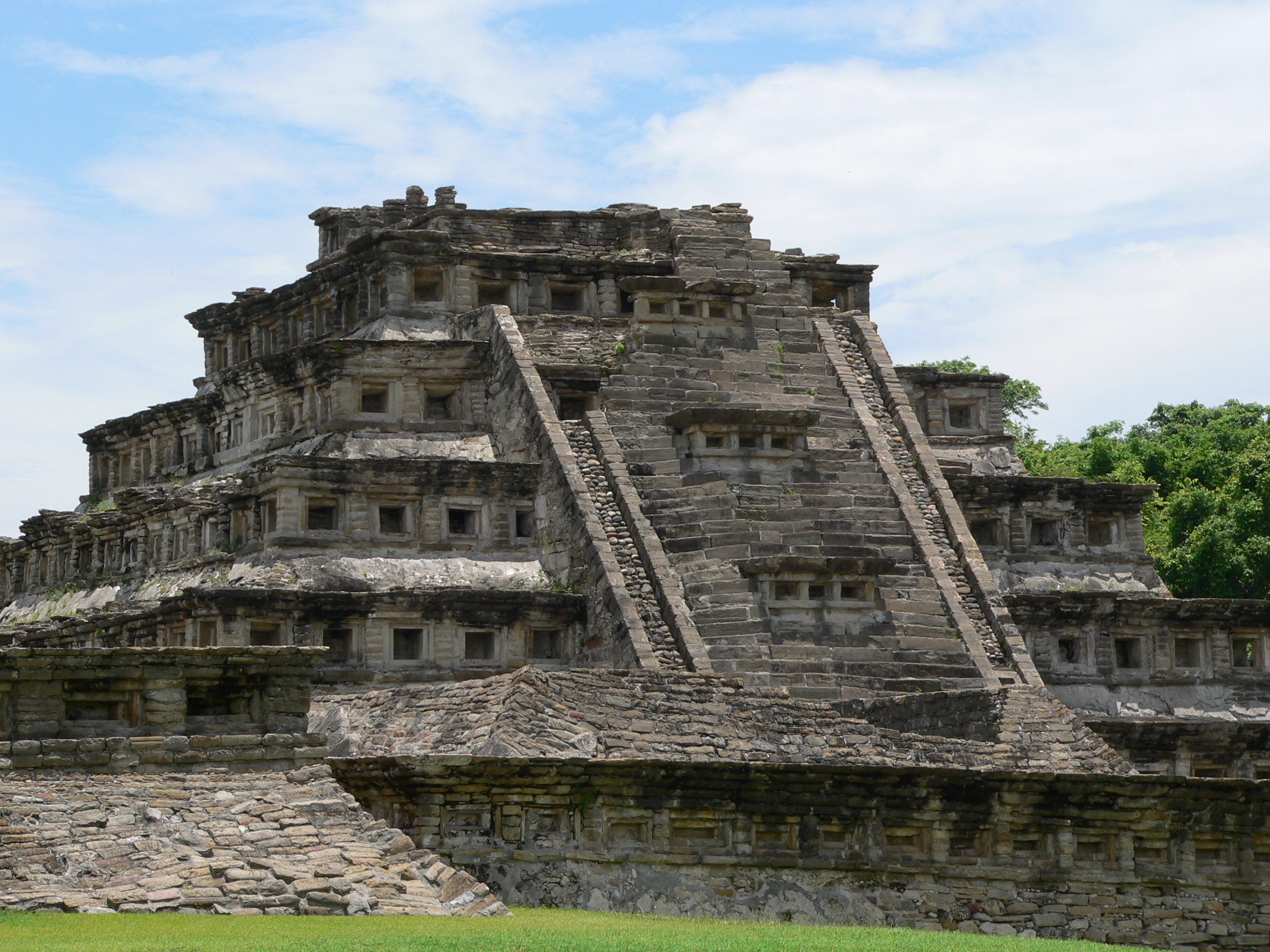
エル・タヒンの「壁龕のピラミッド」

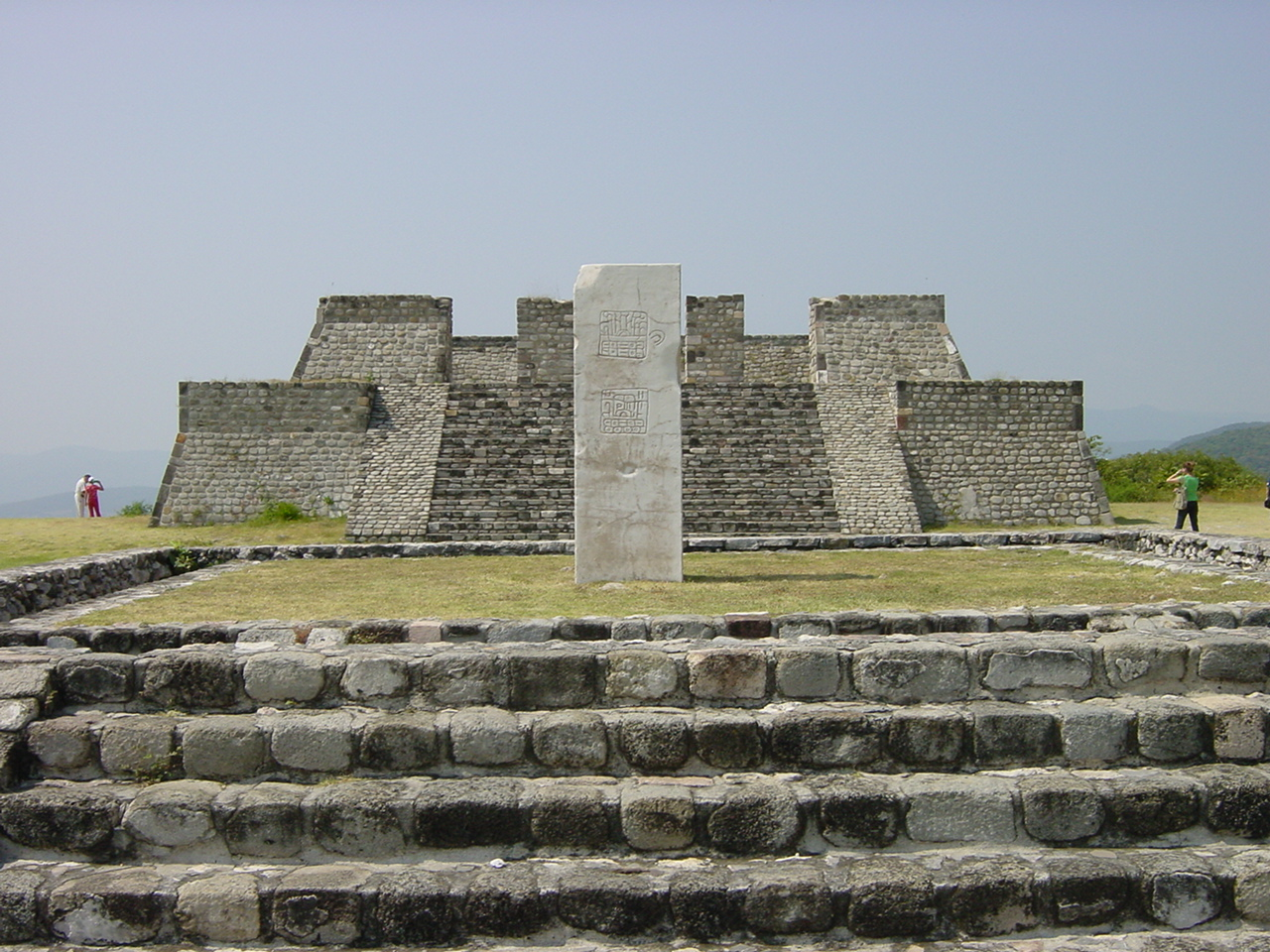
ショチカルコにある神殿の正面。タルー部分が高くタブレロ部分が短くなっていることがわかる。

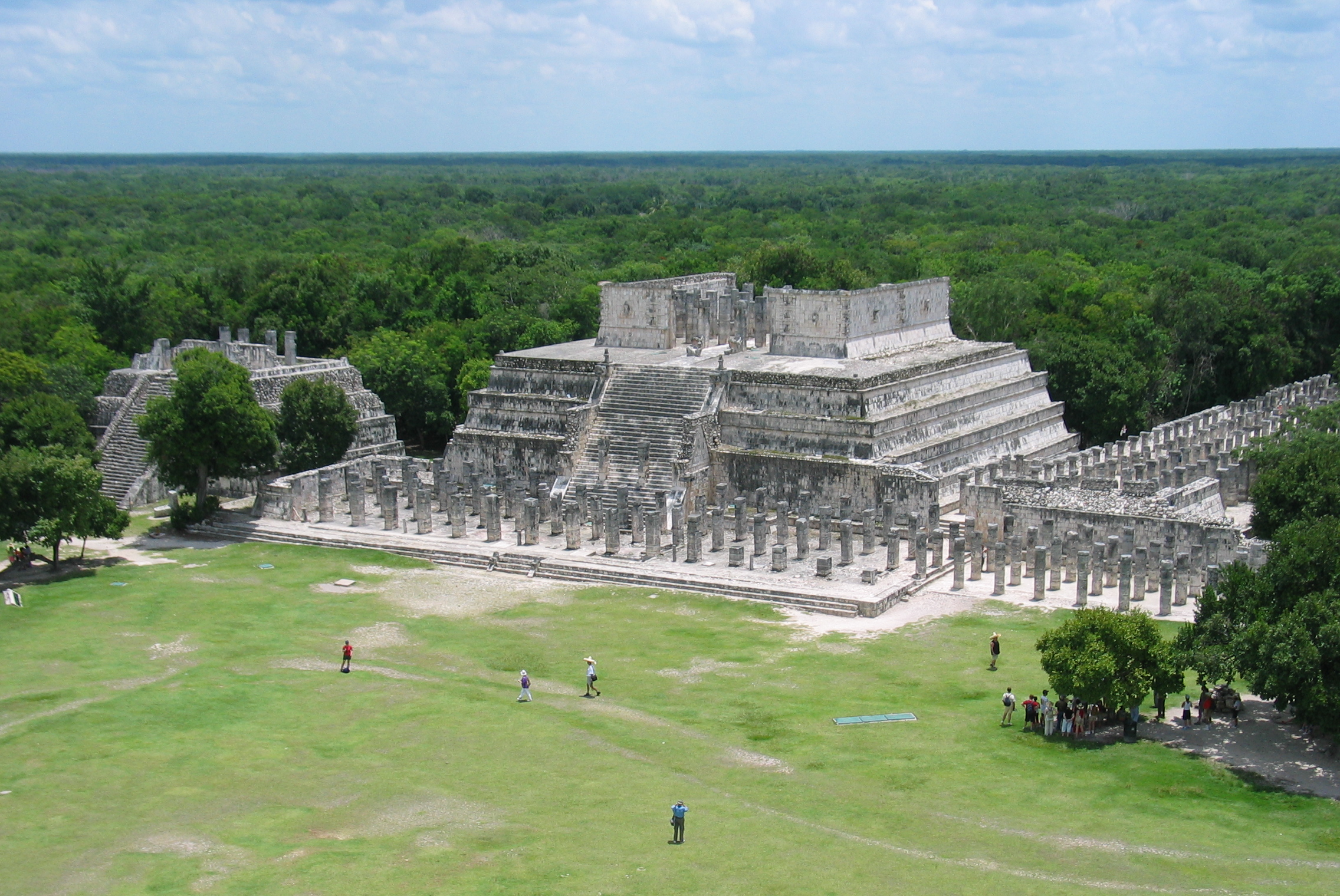
チチェン・イッツアの戦士の神殿

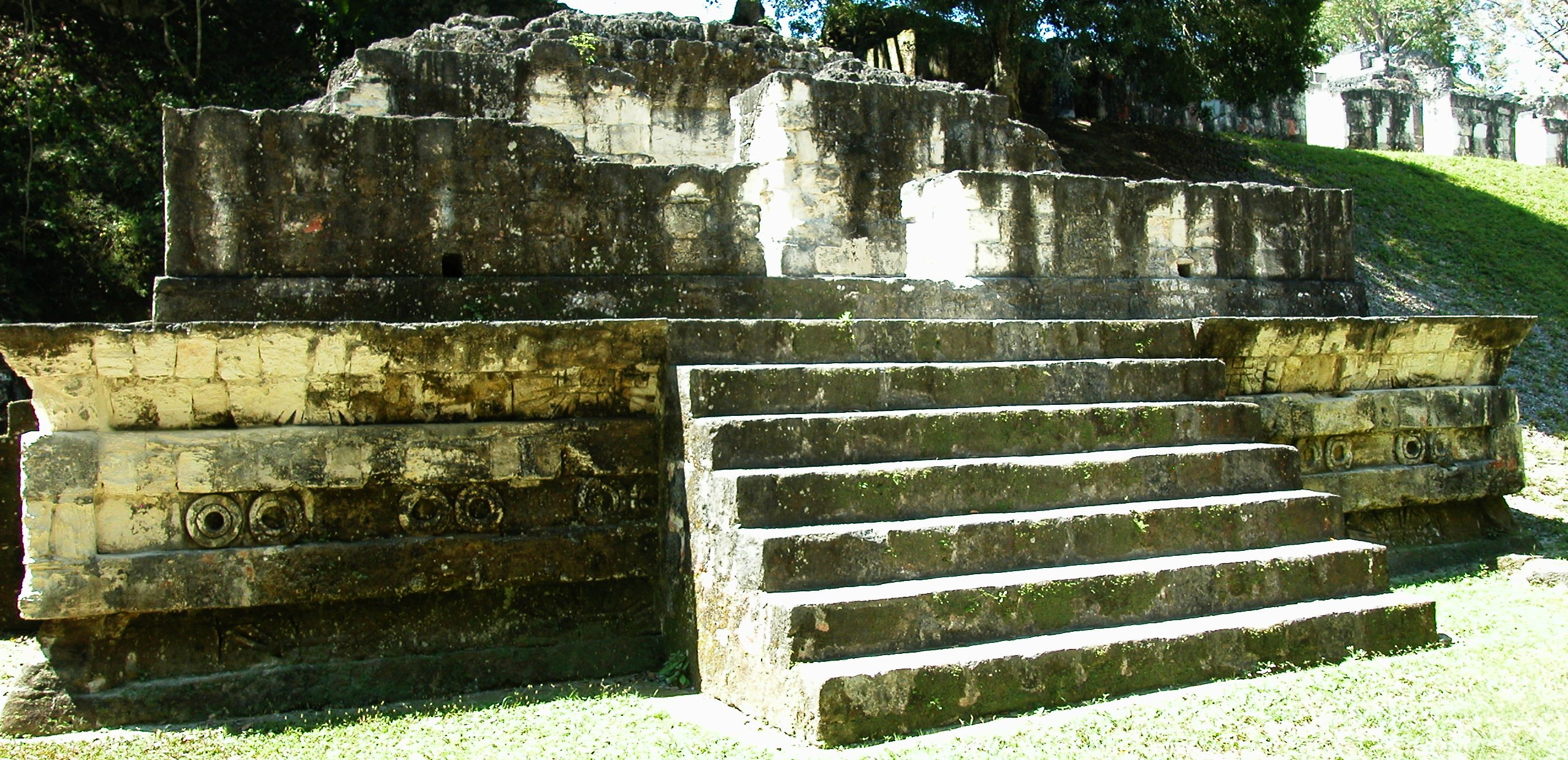
ティカルの古典期後期の建造物5D-43。タブレロのパネル部分にはトラロックの目といわれるレリーフが刻まれる。ひさし部分がタブレロの上につけられる。

タルー・タブレロ（Talud-tablero）とは、メソアメリカで盛行した「タルー」(Talud)と呼ばれる斜面部分の基壇と「タブレロ」(tablero)と呼ばれる直線的で平坦な基壇部分の組み合わされた建築様式のことをいう。基本的にはテオティワカンの台頭によってその影響を受けてピラミッド神殿の基壇部分に採用された建築様式であって、テオティワカン以前にはないというのがいまのところ大多数の研究者のコンセンサスである。一方で、トラスカラ・プエブラ（Tlaxcala-Puebla）地方により古いタルー・タブレロ建築があると考える研究者もいる。
タルー・タブレロ様式の建造物は、古典期段階においてメソアメリカ全域に普及し、同時代ではマヤ地域、オアハカ地方のモンテ・アルバンなどで建設された。タルー・タブレロの表面にはフレスコで彩色がなされたり、テオティワカンの「ケツァルコアトルの神殿」やショチカルコの「羽毛の蛇の神殿」、ティカルの建造物5D-43のようにレリーフが彫りこまれたりする場合もあった。研究者間では、支配階層がテオティワカンの支配階層と同盟、友好、従属などの関係があったかどうかについては論争があるが、少なくとも影響関係があったことについては一致している。テオティワカン崩壊後もベラクルス地方のエル・タヒン、古典期終末期の城塞都市トゥーラ割拠時代のショチカルコなどにタブレロ部分の上にひさし状の構造が作られるようになったり、タルー部分が大きくなって、タブレロ部分の幅が小さくなったり、その逆になったりとバリエーションが発展した。

## タルー・タブレロ建築がみられる主な遺跡

### 古典期前期 - 中期
- テオティワカン
- チョルーラ（Cholula, プエブラ州）
- チング（Chingú, イダルゴ州）
- マタカパン（Matacapan, ベラクルス州）
- ベカン（Becán, カンペチェ州）
- オシュキントック（Oxkintok, ユカタン州）
- モンテ・アルバン（Monte Albán, オアハカ地方）
  - 中央広場
- ティカル （Tikal, グアテマラ、ペテン低地）
  - 「失われた世界」（Mundo Perdido）地区
  - Group6C-XVI
- リオ・アスル（Rio Azul, グアテマラ、ペテン低地）
- カミナルフュー（kaminaljuyú, グアテマラ高地）
  - アクロポリス
  - パランガナ（Palangana）地区
  - 構造物A7[2]及び同B4[3]
- コパン（Copán, ホンジュラス西端）
  - ジェナル（Yeh Nal）神殿、フナル（Hunal）神殿[4]

### 古典期後期以降
- エル・イシュテケペ（El Ixtépete, ハリスコ州グアダラハラ近郊）
- ティンガニオ（Tinganio, ミチョアカン州)
- エル・タヒン（El Tajín, ベラクルス州）
  - 壁龕（へきがん）のピラミッドetc.
- ショチカルコ（Xochicalco, モレーロス州）
  - 「羽毛の蛇の神殿」など
- ジビルチャルトゥン（Dzibilchaltún, ユカタン州）
  - 建造物38
  - 建造物612
- コバー（Cobá, ユカタン州）
- チチェン・イッツア （Chichén Itzá, ユカタン州）
  - 「戦士の神殿」など
- ティカル
  - 建造物5D-43